# Unione nazionale universitaria rappresentativa italiana
L'Unione nazionale universitaria rappresentativa italiana, in acronimo UNURI (o anche Unuri), è stato l'organo rappresentativo degli studenti universitari italiani dal 1948 (congresso di Perugia) al 1968.

## Organizzazione
Gli organismi rappresentativi delle singole università mandavano i loro rappresentanti d'ateneo nell'organismo centrale dell'UNURI, attraverso il congresso nazionale che eleggeva un Consiglio nazionale e questi un presidente e una giunta esecutiva.
In questa sorta di parlamentino operavano le singole associazioni (rette in genere da congressi biennali), che si riconoscevano nei partiti politici presenti in parlamento:
- Cudi (Centro universitario democratico italiano) - la sinistra frontista (Partito Comunista Italiano e Partito Socialista Italiano) che si scioglie nel 1957 per confluire nell'Ugi
- Ugi (Unione goliardica italiana) - inizialmente la sinistra laica e repubblicana, poi la sinistra tout court, in particolare il Partito Socialista Italiano, ma anche giovani del Partito Comunista Italiano e del Partito Socialista Italiano di Unità Proletaria
- Intesa - il mondo dell'associazionismo cattolico, in particolare la Federazione universitaria cattolica italiana, legati alla Democrazia Cristiana
- Agi (Associazione goliardica italiana) - la destra liberale che nel 1958 esce dall'Ugi, con parte della sinistra laica
- Fuan (Fronte universitario d'azione nazionale) - la destra del Movimento Sociale Italiano

## Storia
La caduta del fascismo, e il ritorno delle libertà democratiche, portarono, fra l'altro, l'abrogazione del Gruppo universitario fascista (GUF) e la rinascita delle libere associazioni goliardiche. Nel dicembre 1948 fu eletto il primo presidente: Agostino Greggi.
Negli anni cinquanta gli studenti universitari si organizzano lungo linee ideologiche e partitiche, e interagiscono fra loro nelle istituzioni rappresentative con modalità di tipo parlamentare, rifiutando sia il principio cattolico di un associazionismo inteso come forma di rappresentanza sindacale sia quello goliardico di solidarietà giovanile. Il desiderio goliardico di sovversione e trasgressione generazionale, tipico della tradizione universitaria pre-bellica, viene comunque recuperato e aggiornato: indipendenza, originalità e iconoclastia, ma dentro le regole del gioco democratico; richiesta di istituzioni aperte e di una cultura dinamica e progredita, ma senza contestare la legittimità delle une o dell'altra.
A metà anni Cinquanta Marco Pannella, con altri liberali di sinistra, si convince che questo progetto può realizzarsi solo in funzione anti-cattolica e propugna l'ingresso degli studenti social-comunisti nell'UGI. Grazie anche alla crisi del PCI in seguito ai fatti d'Ungheria del 1956, l'operazione riesce, a prezzo dell'uscita dei liberali verso l'AGI. Tuttavia, quasi subito la nuova UGI e l'Intesa stipuleranno un centro-sinistra anticipatore di quello che si affermerà nel governo nazionale e accordo precursore, a metà anni Sessanta, del successivo compromesso storico del decennio successivo.
Tra la fine degli anni cinquanta e i primissimi anni sessanta rimangono intatti il carattere essenzialmente politico e l'ideologia autonomistica, ma la politica universitaria smette di essere un'arena politica autonoma generata dalla società civile, per trasformarsi in uno dei sottosistemi di una società politica ormai unificata: gli universitari stessi scelgono di adottare priorità, obiettivi, prassi, norme che rispondono alla stessa logica che seguono gli adulti.
Nel corso degli anni Sessanta, in seguito alle prime occupazioni (1963-64), la denuncia della crisi dell'assetto tradizionale dello spazio pubblico studentesco si fa sempre più esplicita e se ne tenta invano la riforma (marzo 1966), accelerando la delegittimazione di associazioni e organismi rappresentativi, che i loro stessi vertici riconoscono inadatti di fronte alle nuove esigenze della comunità studentesca, come ormai diviene evidente a tutti a partire dall'autunno, se non già della primavera, 1967.
Nel febbraio 1968 l'Unuri ebbe come presidente Mario Napoli che assecondò il passaggio da forme di democrazia rappresentativa a forme di democrazia diretta, incentrate sulle assemblee di tutti gli studenti di una facoltà o di una intera università. In tal modo, l'Unuri aveva cessato il suo compito e si sciolse senza clamore, mentre la protesta studentesca del Sessantotto divenne un fatto rilevante della vita politica italiana.
L'ultimo consiglio nazionale dell'Unuri si svolse a Roma il 7-8 dicembre 1968.
Furono chiamati alla presidenza dell'Unuri tra gli altri Agostino Greggi, Armando Costa, Giovanni Losavio, Giancarlo Piombino, Ettore Morezzi, Amedeo Delladio, Nuccio Fava, Mario Napoli.

## Personalità
Per anni l'Unuri fu la palestra dalla quale emersero figure di futuri protagonisti della vita politica italiana:
- Operarono nell'UGI: Lino Jannuzzi, Marco Pannella, Franco Roccella, Gianfranco Spadaccia, Sergio Stanzani, Massimo Teodori, Brunello Vigezzi (dell'originaria area laica anni 50), Vincenzo Balzamo, Vittorio Campione, Fabrizio Cicchitto, Bettino Craxi, Gianni De Michelis, Marcello Inghilesi, Paolo Rossi, Claudio Signorile, Roberto Spano, Valdo Spini (di area socialista, maggioritaria), Gian Mario Cazzaniga (di area socialproletaria), Aldo Brandirali, Giulietto Chiesa, Ugo Finetti, Paolo Flores d'Arcais, Antonella Nappi, Renato Nicolini, Achille Occhetto, Valentino Parlato, Claudio Petruccioli, Franco Piperno, Giulio Quercini, Franco Russo (di area comunista), Ildo Cappelli, Mario Isnenghi, Silvio Lanaro e Giuseppe Pupillo.
- Operarono nell'Intesa: Agostino Greggi, Gianfranco Astori, Silvano Bassetti, Luciano Benadusi, Marco Boato, Mario Capanna, Luigi Covatta, Faustini, Siro Brondoni, Nuccio Fava, Mario Napoli, Piervincenzo Porcacchia, Ugo Trivellato.
- Operarono nell'AGI: Enzo Marzo, Raffaello Morelli, Fabrizio Prosperi (di area liberale, maggioritaria), Claudio Martelli (di area repubblicana).
- Operarono nel Fuan: Pietro Cerullo, Ferdinando Antonelli, Paolo Borsellino, Lello Dalla Bona, Guido Lo Porto, Cesare Mantovani, Franco Petronio, Giuseppe Tatarella, Domenico Fisichella, Vittorio Sbardella.

## Congressi
- I Congresso (Roma - maggio 1946)
- II Congresso (Torino - maggio 1947)
- III Congresso (Perugia - dicembre 1948)
- IV Congresso (Viareggio - dicembre 1951)
- V Congresso (Montecatini - marzo 1953)
- VI Congresso (Grado - aprile 1955)
- VII Congresso (Rimini - aprile 1957)
- VIII Congresso (Cattolica - aprile 1959)
- IX Congresso (Rimini - maggio 1961)
- X Congresso (Rimini - aprile 1963)
- XI Congresso (Viateggio - marzo 1966)